# لایپتسیگر لاند
لایپتسیگر لاند (به آلمانی: Landkreis Leipziger Land) یک ناحیه در آلمان است که در زاکسن واقع شده‌است. لایپتسیگر لاند  ۱۴۵٬۶۰۰ نفر جمعیت دارد.